# Samuel Eyde
Samuel Eyde (Arendal, 29 ottobre 1854 – 21 giugno 1940) è stato un ingegnere e imprenditore norvegese.

## Biografia
Dopo aver studiato ingegneria a Berlino laureandosi nel 1891 iniziò la sua carriera lavorativa ad Amburgo, pianificando nelle rete ferroviaria nuove linee, ponti e stazioni. Nel 1897 iniziò a lavorare da solo e presto ebbe cantieri ad Oslo e Stoccolma, 30 ingegneri al suo servizio e una delle più grandi strutture della Scandinavia.
Inoltre a lui il merito, insieme al suo nuovo collaboratore Kristian Birkeland,  di rendere praticabile la reazione dell'azoto con l'ossigeno alla temperatura dell'arco voltaico (processo Birkeland-Eyde). Tale processo iniziò nel 1903 e due anni più tardi era già diffuso a Notodden (2 maggio 1905). Fu fondatore sia della Norsk Hydro che della Elkem.